# 梧槽
梧槽（Rochor）是新加坡中区的一个规划区。其北面和东面毗邻加冷，西面毗邻纽顿，南面毗邻博物馆和市中心。该区包括了甘榜格南和小印度。

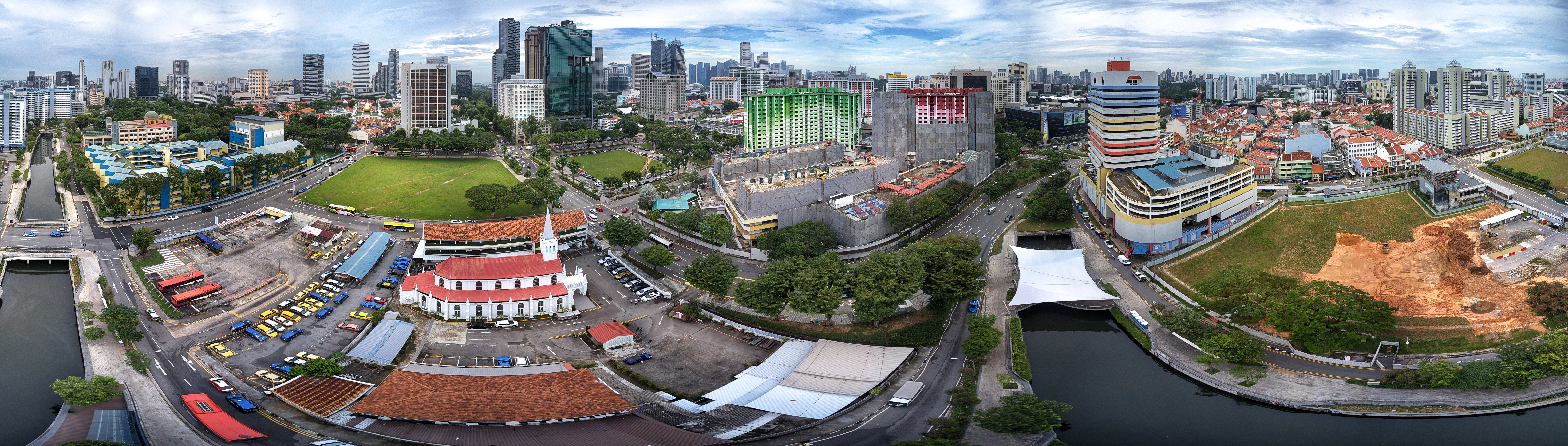
梧槽规划区全貌

梧槽区的地标包括观音堂佛祖庙、国家图书馆、露德圣母堂、苏丹回教堂等。
该区设有梧槽地铁站。